# Phare de Morro de São Paulo
Le Phare de Morro de São Paulo (en portugais : Farol de Morro de São Paulo)  est un phare situé sur l'île de Tinharé, dans le village de Morro de São Paulo, commune de Cairu dans l'État de Bahia - (Brésil).
Ce phare est la propriété de la Marine brésilienne et il est géré par le Centro de Sinalização Náutica e Reparos Almirante Moraes Rego (CAMR) au sein de la Direction de l'Hydrographie et de la Navigation (DHN).

## Histoire
Le phare, mis en service en 1855, est situé sur les ruines d'un ancien fort, à l'extrémité nord-est de l'île de Tinharé, dans le village de Morro de São Paulo, à environ 80 km au sud-ouest de Salvador.
C'est une tour cylindrique en pierre, avec galerie et lanterne, de 26 m de haut, peint en blanc.
Le phare, équipée d'une lentille de Fresnel de 3e ordre depuis 1957, émet à une hauteur focale de 90 m, deux éclats blancs toutes les quinze secondes avec une portée maximale de 23 milles marins (environ 42 km). La lumière est alimentée à l'énergie solaire.
Il est classé au Patrimoine historique du Brésil.
Identifiant : ARLHS : BRA157 ; BR1776 - Amirauté : G0274 - NGA :18148.

## Caractéristique dufeu maritime
- Fréquence sur 15 secondes : (W)
  - Lumière : 1 seconde
  - Obscurité : 3 secondes
  - Lumière : 1 seconde
  - Obscurité : 10 secondes

|                    |
| La plaque du phare |

|                    |
| Morro de São Paulo |

### Lien connexe
- Liste des phares du Brésil